# Antigua sinagoga de Ágreda

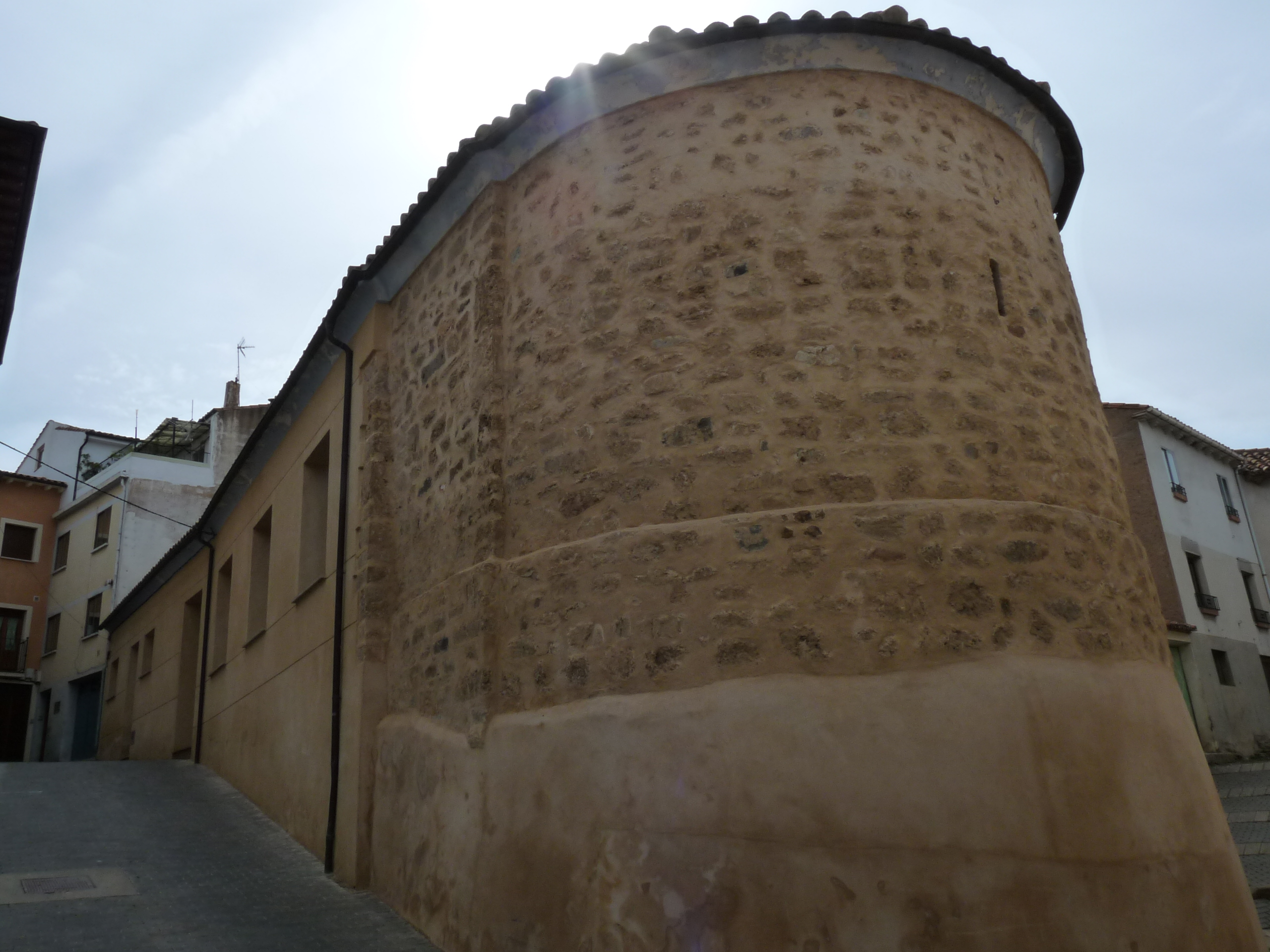
Ábside semicircular de la sinagoga.

La Antigua Sinagoga de Ágreda fue en realidad una iglesia románica del siglo XII dedicada a Santo Domingo y situada en la calle Vicente y Tutor de la villa de Ágreda, provincia de Soria, Castilla y León, España. 

## Características
El templo original pudo ser edificado a partir de la segunda mitad del siglo XII, sin poder precisar muchos más datos por la falta de documentación y de restos conservados. Suponemos que es uno de los templos más antiguos de la villa, coetáneo e incluso anterior a la realización de Nuestra Señora de la Peña y San Miguel. 
Se conserva poca documentación acerca de este templo. Aparece mencionado por primera vez en 1337  y dos veces en 1365,  siendo utilizado como lugar de reunión del concejo de la villa. Sabemos que mantuvo su función como parroquia al menos hasta 1572, cuando su pila bautismal fue trasladada a la desaparecido iglesia de San Pedro.  Aquí tuvo su sede el Ayuntamiento de Ágreda hasta que se construyó el edificio de la Plaza Mayor en 1547. Aparece mencionada como “Estudio de Gramática” en 1619.  Pasó a ser una “Escuela de niños” en 1783,  para más tarde, ser la sede del “Auxilio Social”, durante la posguerra civil.  En los últimos años, este espacio se ha destinado a usos culturales por parte del Ayuntamiento de Ágreda y, en la actualidad, se trata de un bar-restaurante conocido como La sinagoga, debido a un error historiográfico que este edificio lleva arrastrando desde hace ya mucho tiempo.
El nombre de calle de D. Manuel de Vicente y Tutor, es la denominación que se da a la hasta entonces Calle de Santo Domingo, según acuerdo del Ayuntamiento de Ágreda de fecha 7 de noviembre de 1921, a esta calle se accede por el Arco de Santo Domingo y su nombre se debe a que el edificio, hasta hoy mal llamado Sinagoga, era la Iglesia de Santo Domingo.
La antigua judería de la villa se encontraba al comienzo de la calle Puerta de la Villa que en documentos antiguos se llama Puerta de la Judería
En el archivo histórico de la villa se conserva un documento firmado por los Reyes Católicos en donde se detalla la donación de la sinagoga al concejo de Ágreda, así como una piel con caracteres hebreos perteneciente a un rollo de la Torá, quizás la misma que se leía en la sinagoga.